# Georgenthal
Georgenthal ou Georgenthal/Thüringer Wald est une commune allemande de l'arrondissement de Gotha en Thuringe.

## Géographie

Situation de la commune dans l'arrondissement de Gotha

Georgenthal est située au sud de l'arrondissement, dans la forêt de Thuringe, à la limite avec l'arrondissement de Schmalkalden-Meiningen, à 17 km au sud-ouest de Gotha, le chef-lieu de l'arrondissement. La commune est arrosée par l'Apfelstädt, affluent de la Gera. Georgenthal est le siège de la communauté d'administration Apfelstädtaue.
Communes limitrophes (en commençant par le nord et dans le sens des aiguilles d'une montre) : Leinatal, Herrenhof, Ohrdruf, Gräfenhain, Tambach-Dietharz, Floh-Seligenthal et Friedrichroda.

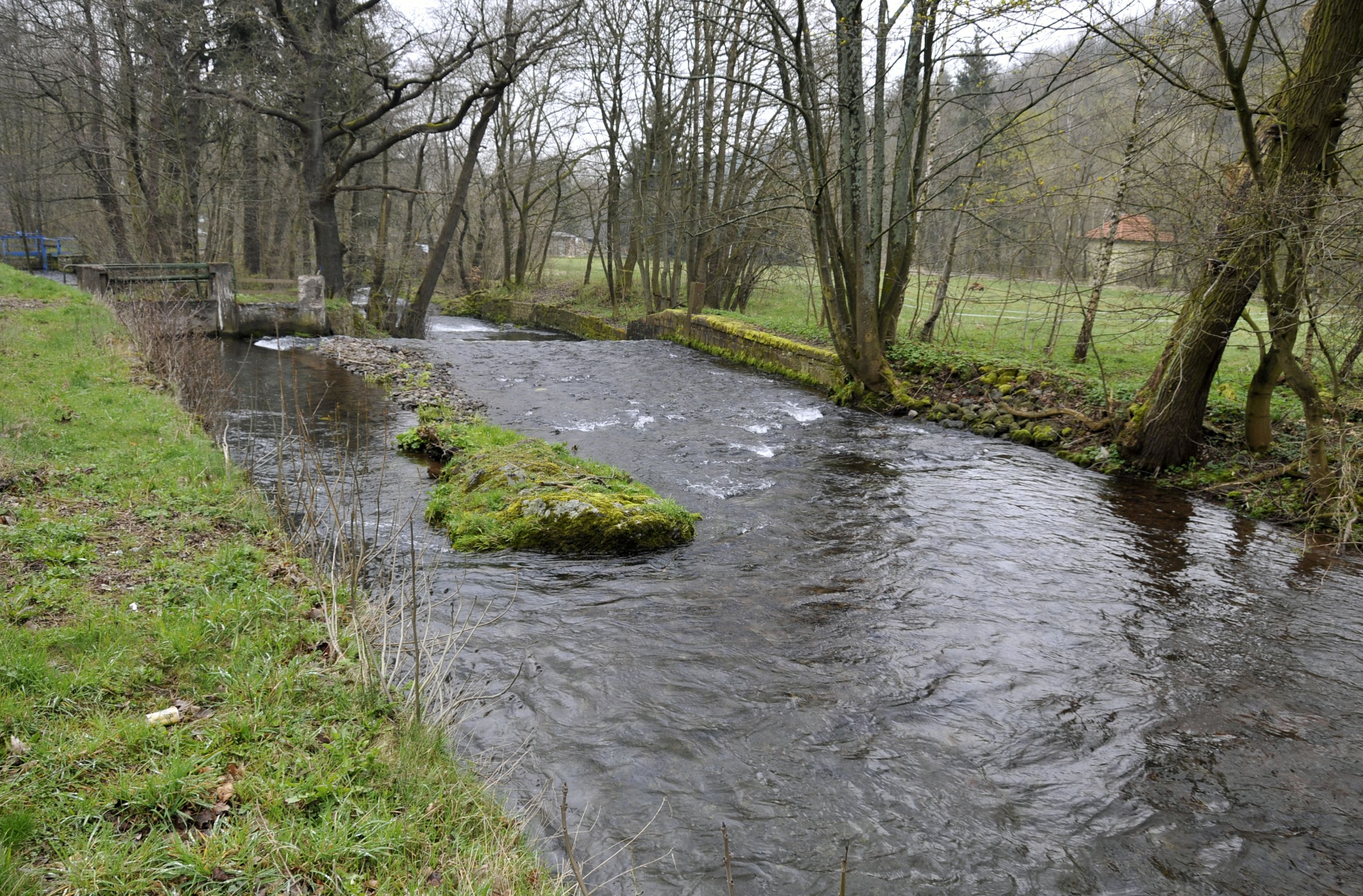
L'Apfelstädt

## Histoire
En 1143, le comte de Käfernburg-Schwarzburg fondent un monastère cistercien qui est nommé Vallis St. Georgii ou Monte St. Georgii. Ce monastère accroît très vite sa puissance et, en 1335, il possède douze villages et 11 000 ha de terres dans toute la région. Il est pillé pendant la Guerre des Paysans en 1525 et ne s'en relève pas. Le monastère est acquis en 1531 par le prince-électeur Jean Ier de Saxe.
En 1600 débute la construction d'un château qui sera une des résidences d'été des ducs de Gotha à partir d'Ernest Ier de Saxe-Gotha. La première institution allemande soignant par l'homéopathie les maladies psychiques en 1792.
Georgenthal fait partie du duché de Saxe-Cobourg-Gotha (cercle d'Ohrdruf). Georgenthal devient à la fin du XIXe siècle une station de vacances favorisée par son raccordement au réseau ferroviaire en 1876 de l'Ohrabahn (ligne Gotha-Gräfenroda). La ligne Georgenthal - Tambach-Dietharz est ouverte en 1892 (elle fonctionnera jusqu'en 2010). Enfin, en 1896, Georgenthal est reliée par voie ferrée à Friedrichroda. Cette dernière ligne sera démontée par les Soviétiques en 1947 comme réparation de guerre.
En 1922, après la création du land de Thuringe, ils sont intégrés au nouvel arrondissement de Gotha avant de rejoindre le district d'Erfurt en 1949 pendant la période de la République démocratique allemande jusqu'en 1990.
Le 1er avril 1999, la commune de Nauendorf est incorporée à celle de Georgenthal.

## Démographie
Commune de Georgenthal :
| 1910  | 1933  | 1939  | 1995  | 2000  | 2005  | 2010  |
| ----- | ----- | ----- | ----- | ----- | ----- | ----- |
| 1 588 | 2 075 | 2 188 | 2 426 | 3 319 | 2 711 | 2 573 |

## Politique
À l'issue des élections municipales du 7 juin 2009, le Conseil municipal, composé de 14 sièges, est composé comme suit :
| Parti     | Nombre de conseillers | Pourcentage de voix |
| --------- | --------------------- | ------------------- |
| CDU       | 4                     | 28,0 %              |
| FDP       | 4                     | 27,2 %              |
| SPD       | 2                     | 16,3 %              |
| FWG       | 2                     | 16,3 %              |
| Die Linke |                       | 12,2 %              |

## Communications
Georgenthal est desservie par ligne ferroviaire Gotha-Ohrdruf-Gräfenroda.
La commune est traversée par la route nationale B88 Eisenach-Ilmenau. La route régionale L1028 rejoint au nord les villages de Herrenhof et Hohenkirchen et au sud Tambach-Dietharz et Floh-Seligenthal.
Georgenthal est jumelée avec Confolens (Charente)

## Monuments
- Église Ste Élisabeth, ancienne église abbatiale datant de 1297 pour ses parties les plus anciennes ;
- Ruines du monastère, dont le grenier, seule bâtisse encore debout.

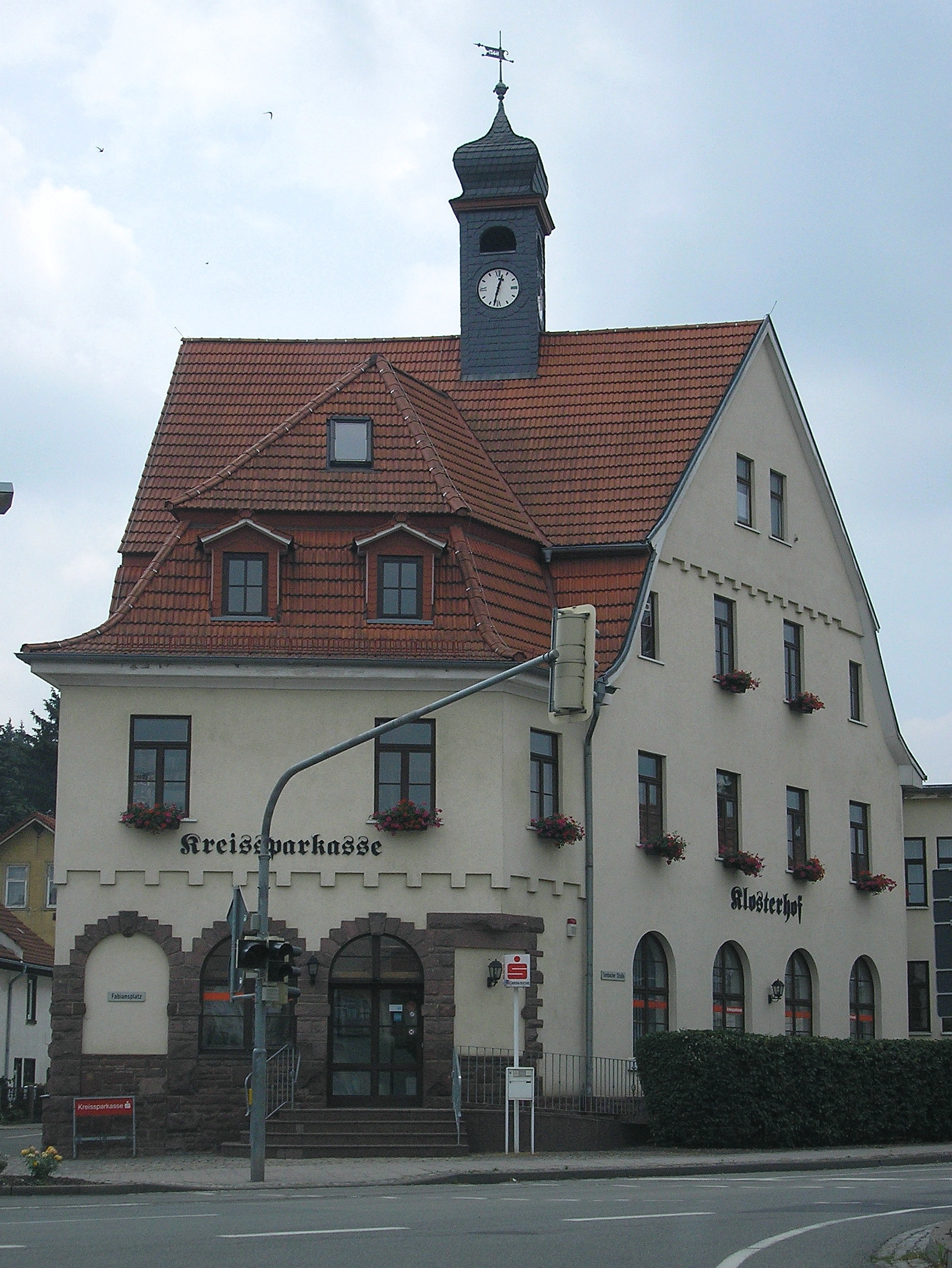
L'hôtel de ville
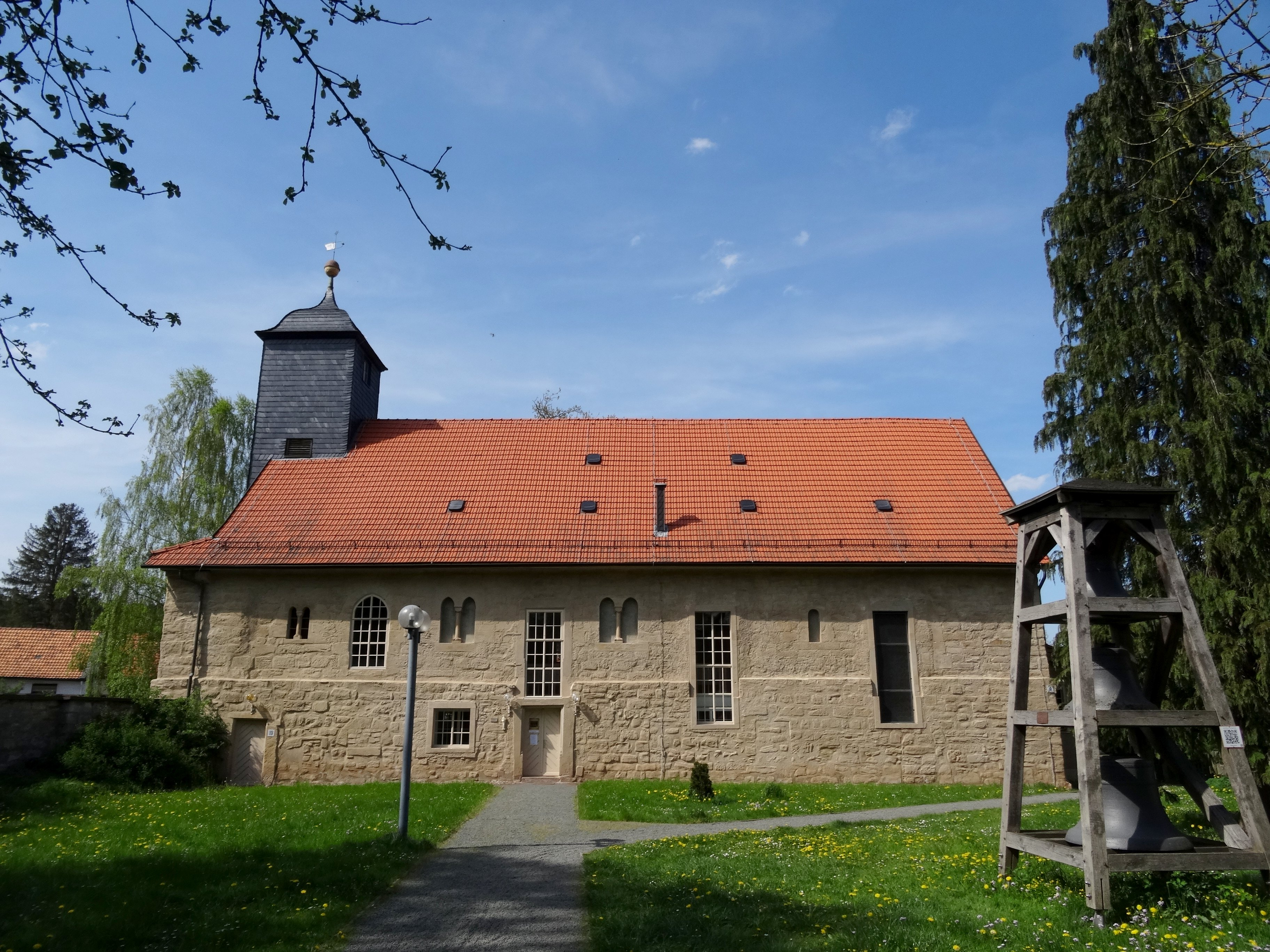
L'église Ste Élisabeth
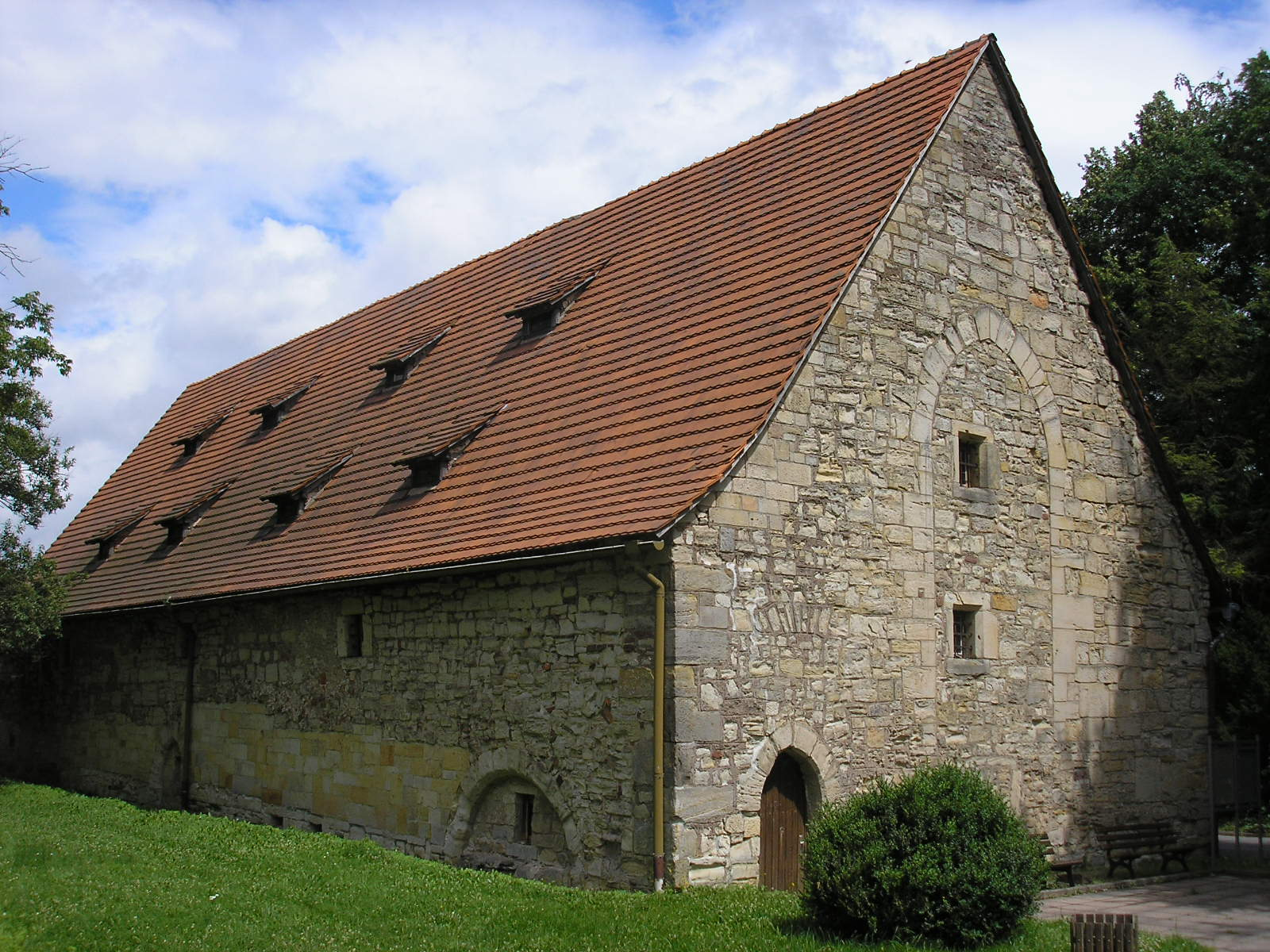
Le grenier de l'ancienne abbaye

## Personnalité
- Werner Schroeter (1945-2010), cinéaste et metteur en scène de théâtre.